# Horace Bristol

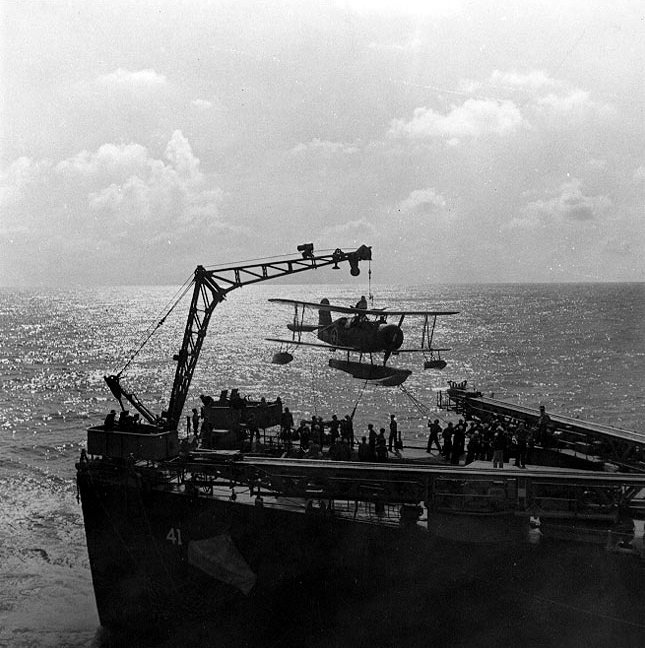

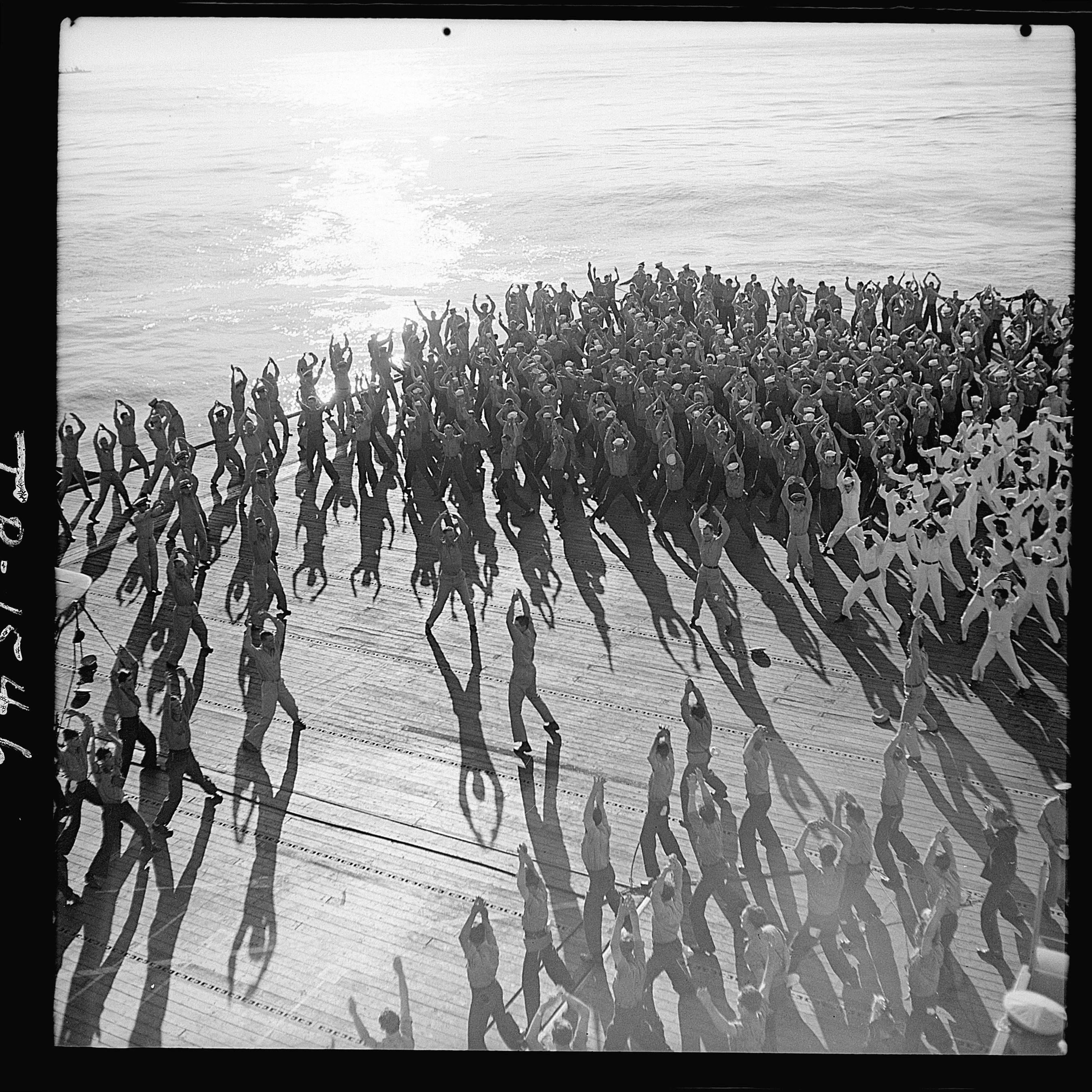

Horace Bristol (16 novembre 1908 - 4 août 1997) est un photographe américain surtout connu pour ses réalisations publiées dans le magazine Life mais ses photos apparurent également dans Time, Fortune, Sunset ou National Geographic.

## Premières années
Bristol est né et a grandi à Whittier en Californie. Il étudia l'architecture à l'Art Center College of Design. En 1933, il déménagea à San Francisco pour devenir photographe commercial et rencontra Ansel Adams qui vivait près de son studio, ainsi que Edward Weston et Imogen Cunningham.

## Carrière de photographe
En 1936, Bristol devint l'un des premiers photographes du magazine Life, et en 1938, il commença à réaliser des clichés des agriculteurs migrants de la vallée centrale de Californie en compagnie de John Steinbeck, à la suite de la Grande Dépression, des photographies qui seront plus tard réunies au sein d'une collection intitulée les Raisins de la Colère.
En 1941, Bristol fut recruté par l'unité photographique de l'US Navy et devint l'un des six photographes dirigés par Edward Steichen, réalisant des clichés de la Seconde Guerre mondiale en Afrique du Sud et au Japon. Il aida à illustrer les opérations militaires en Afrique du Nord, à Iwo Jima et à Okinawa.

## Dernières années
Pour continuer sa documentation de la Seconde Guerre mondiale, Bristol s'installa à Tokyo au Japon, il vendit ses photographies à des magazines européens et américains et devint le correspondant en Asie du magazine Fortune. Il publia quelques livres et créa la East-West Photo Agency.
Après la mort de sa femme en 1956, Bristol brûla tous ses négatifs, rangea ses photos et se retira du monde de la photographie. Il se remaria et eut deux enfants. Il retourna aux États-Unis et, après 30 ans, il rouvrit les boîtes où il avait rangé toutes ses photos pour les partager avec sa famille. Par la suite, il exposa ses clichés de la guerre et des agriculteurs migrants en 1989 au Art Center College of Design. Les photographies des migrants furent achetées par le J. Paul Getty Museum qui les réunies au sein d'une collection intitulée les Raisins de la Colère.
Bristol vécu à Ojai en Californie jusqu'à sa mort en 1997 à l'âge de 89 ans.
Ses clichés sont visibles dans le monde entier comme au musée Getty ou au Musée d'art du comté de Los Angeles. En 2006, un documentaire intitulé The Compassionate Eye: Horace Bristol, Photojournalist fut réalisé par David Rabinovitch.